# Refuge Prarayer
Le refuge Prarayer se trouve dans le haut val de Bionaz, dans le nord de la Vallée d'Aoste, dans les Alpes pennines italiennes, à 2 005 mètres d'altitude.

## Histoire
Un hôtel avait été construit dans cette localité au début du XXe siècle, et il avait été abandonné après la Seconde Guerre mondiale.

## Caractéristiques et informations
Le refuge se trouve au lieu-dit Prarayer, le long du parcours du Tour du Cervin.

## Accès
L'accès se fait au départ du lac de Place-Moulin, en une heure environ en côtoyant le lac.

## Ascensions
- Château des Dames - 3 488 mètres
- Dôme de Tsan - 3 351 mètres

## Traversées
- Village d'Arolla, à travers le col Collon
- Valtournenche, à travers le col de Valcornière
- Torgnon, à travers le col de Chavacour
- Saint-Barthélemy, à travers le col de Livournéyaz
- Zermatt, à travers le col de la Division